# Tyne Bridge

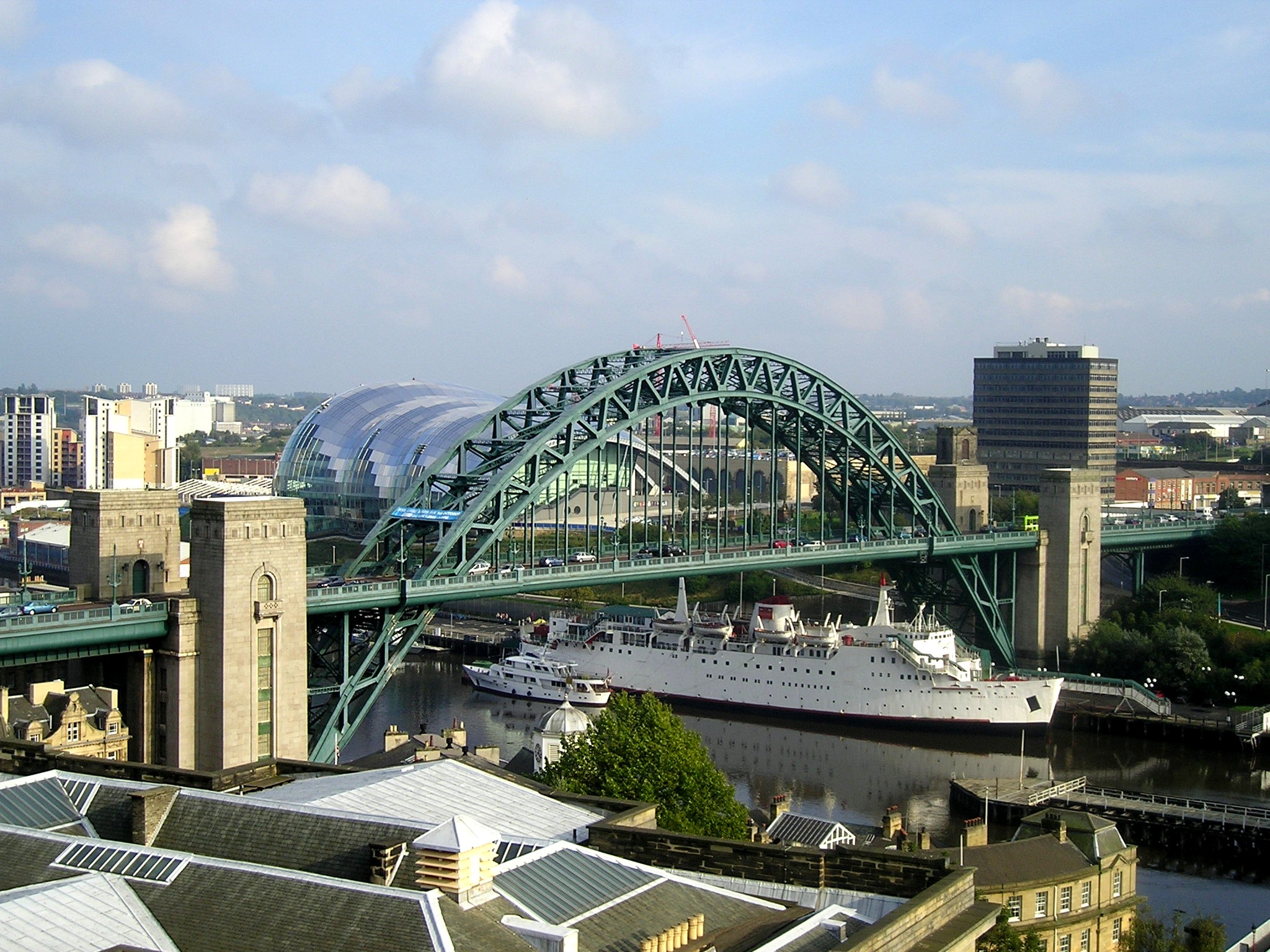
Tyne Bridge, pont entre Newcastle upon Tyne (au premier plan) et Gateshead (au fond)

Le Tyne Bridge est un pont situé sur la rivière Tyne. Il relie les villes de Newcastle upon Tyne et Gateshead, dans le nord de l'Angleterre.
Le Tyne Bridge a été conçu par Mott, Hay et Anderson et construit de 1925 à 1928. 
Sa conception est inspirée du Hell Gate Bridge de New York (achevé en 1916) et du Harbour Bridge de Sydney, conçu en 1916 et construit de 1923 à 1932.

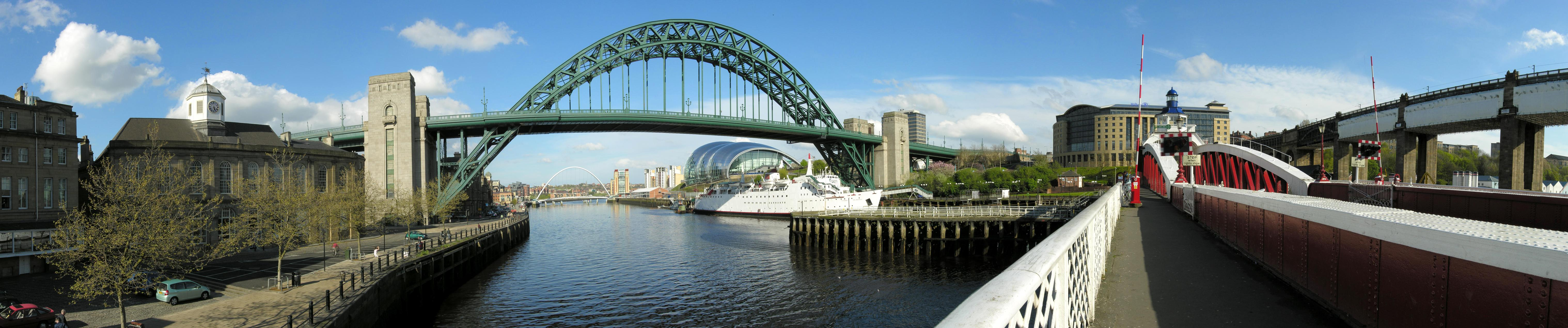
Newcastle upon Tyne, à gauche et Gateshead à droite